# Duilhac-sous-Peyrepertuse
Duilhac-sous-Peyrepertuse är en kommun i departementet Aude i regionen Occitanien  i södra Frankrike. Kommunen ligger  i kantonen Tuchan som ligger i arrondissementet Narbonne. År 2022 hade Duilhac-sous-Peyrepertuse 145 invånare.

## Befolkningsutveckling
Antalet invånare i kommunen Duilhac-sous-Peyrepertuse
Referens: INSEE